# Mikve v Dobrušce
Mikve v Dobrušce je židovská rituální lázeň z 18. století, která se nachází ve sklepení bývalého rabínského domu na Šubertově náměstí, jež leží asi 100 m na severovýchod od hlavního dobrušského náměstí F. L. Věka.
V budově, která nese číslo popisné 45, je dnes umístěna pobočka Vlastivědného muzea Dobruška se stálou expozicí věnovanou historii města a jeho židovské komunity a je propojena se sousedním domem čp. 646, což je bývalá zdejší synagoga. Dobrušská mikve byla jako první z nemnoha památek svého druhu v ČR zpřístupněna veřejnosti.
Sklepní místnost, v níž se mikve nachází, je zaklenutá valenou klenbou a patří zřejmě k nejstarším částem stavby. Patrně pochází ještě z doby před rokem 1721. Nádrž je vydlážděná opukou a původně měla dřevěné obložení.

## Historie
Dům čp. 45 na Šubertově náměstí sloužil asi od roku 1721 jako rabinát, tedy obydlí rabína a židovská škola. V jeho sklepních prostorách byla zřízena mikve určená k rituální očistě členů místní židovské komunity. Lázeň přežila ničivé požáry domů zdejšího ghetta v letech 1806 a 1866 a sloužila svému účelu až do násilného odvlečení dobrušských Židů dne 18. prosince 1942 do koncentračního tábora v Terezíně..
Zdejší židovská komunita přestala formálně existovat v roce 1941.
Tato dávná očistná lázeň byla objevena v roce 1995 a ještě téhož roku zpřístupněna návštěvníkům muzea.

## Další fotografie

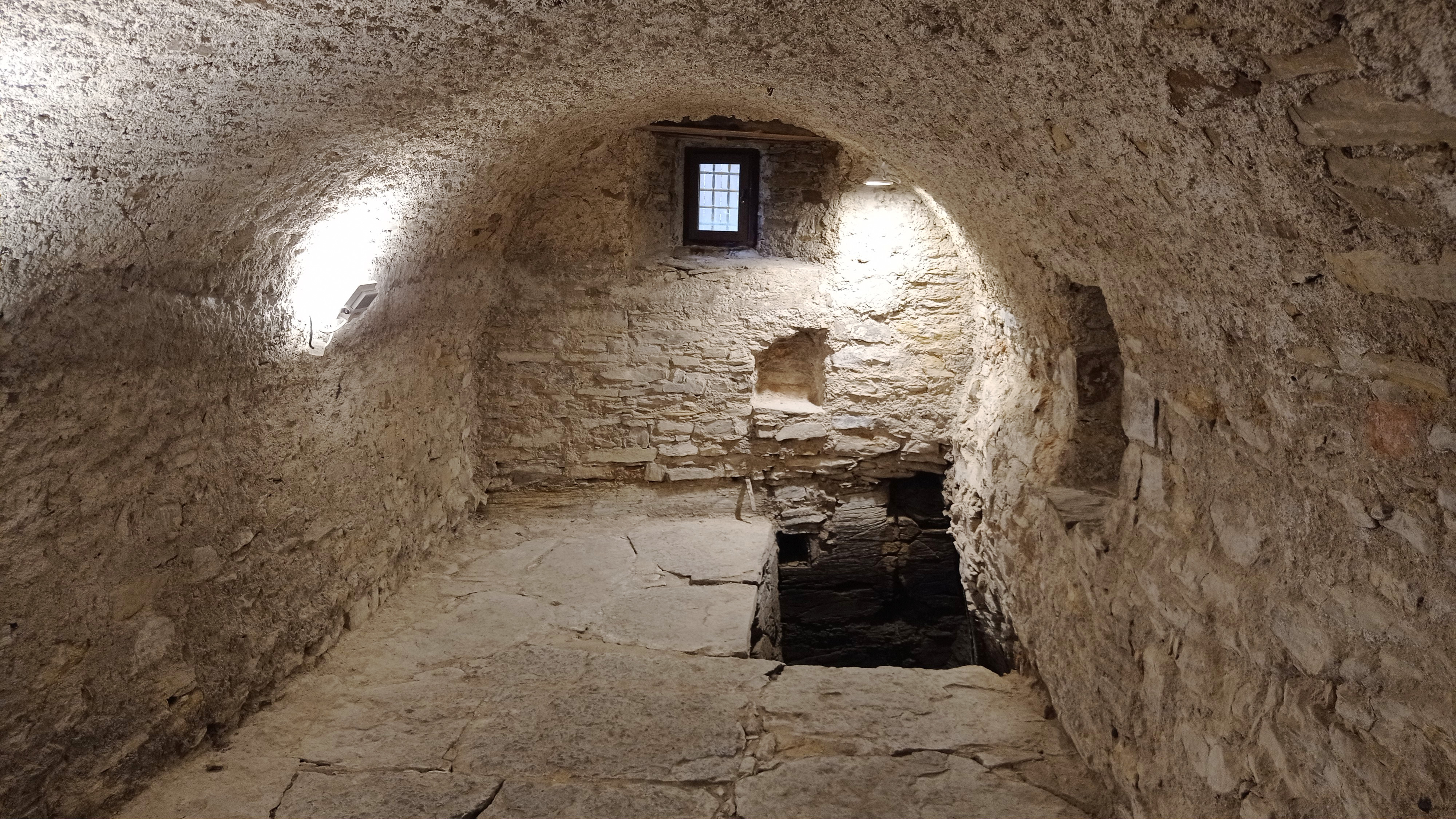
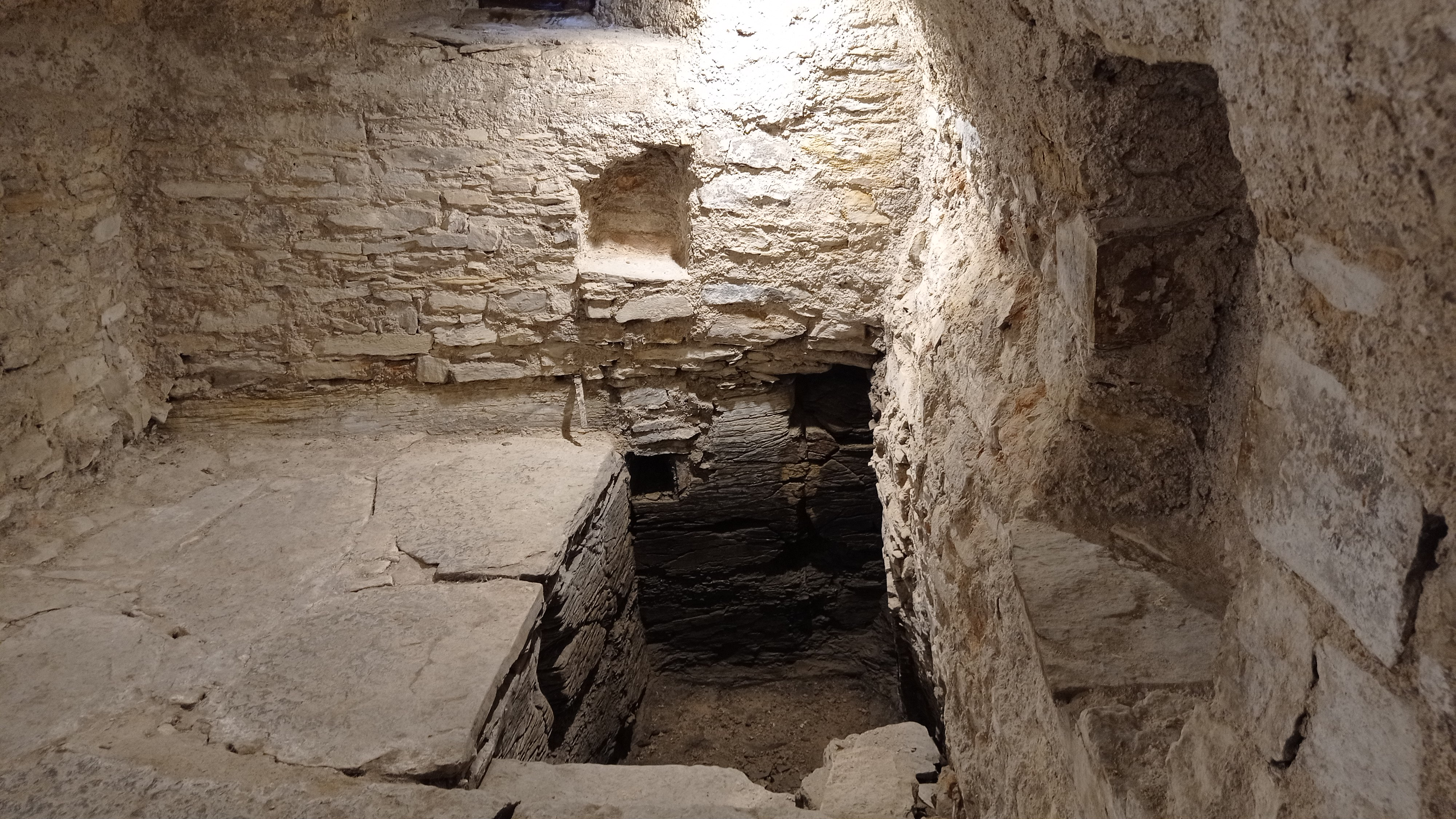
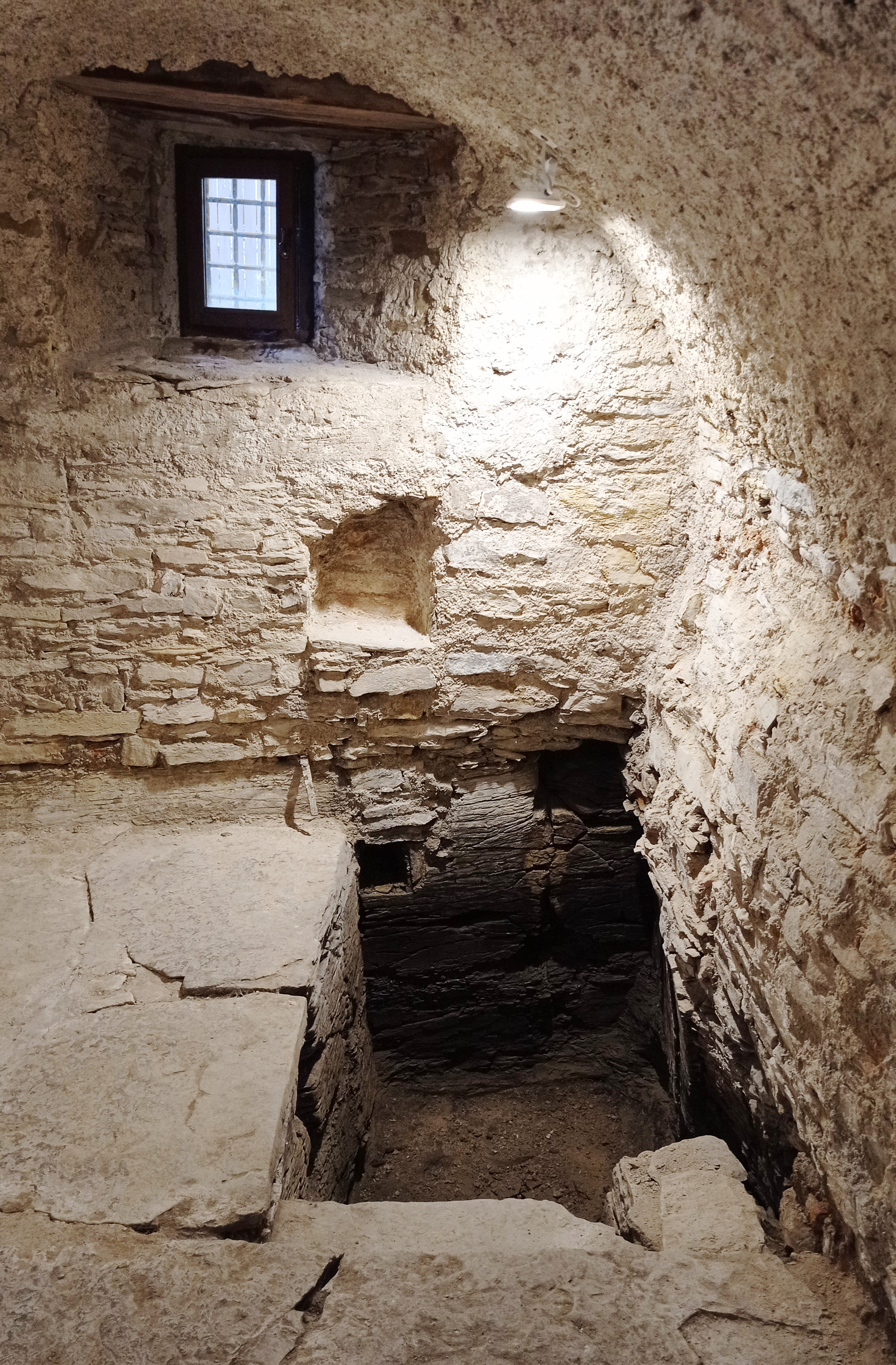